# Pump It Up!
„Pump It Up!” – debiutancki singel belgijskiego piosenkarza Danzela. Singel został wydany w 2004 roku przez wytwórnię EastWes.
W 2021 polski raper Kabe wydał singel „Cały hajs”, w którym za podkład muzyczny posłużył mu utwór Danzela.

## Lista utworów
- CD Maxi

1. „Pump It Up!” (Radio Edit) – 3:45
2. „Pump It Up!” (Trust In Trance Mix) – 6:54
3. „Pump It Up!” (Club Mix) – 5:50

## Listy przebojów
| Kraj              | Lista (2004/2005)  | Najwyższa pozycja |
| ----------------- | ------------------ | ----------------- |
| Austria           | Singles Top 75     | 3                 |
| Niemcy            | Top 100 Singles    | 4                 |
| Szwajcaria        | Singles Top 75     | 5                 |
| Francja           | Top 100 Singles    | 6                 |
| Belgia (Flandria) | Ultratop 50        | 8                 |
| Dania             | Tracklisten Top 40 | 8                 |
| Irlandia          | Top 50 Singles     | 8                 |
| Polska            | Lista krajowa      | 10                |
| Wielka Brytania   | Singles Top 100    | 11                |
| Holandia          | Single Top 100     | 16                |
| Włochy            | Top 10 Singles     | 16                |
| Szwecja           | Top 60 Singles     | 52                |